# Roger Parent (peintre)
Pour les articles homonymes, voir Roger Parent et Parent.
Roger Parent, né le 21 août 1881 à Paris et mort en 1963 à Bruxelles, est un peintre français ayant effectué sa carrière en Belgique.